# Romanian Open 2006
Il Romanian Open 2006, noto anche con il nome di BCR Open Romania 2006 per ragioni di sponsorizzazione, è stato un torneo di tennis giocato sulla terra rossa. È stata la 14ª edizione del torneo, facente parte della categoria International Series nell'ambito dell'ATP Tour 2006. Si è giocato all'Arenele BNR di Bucarest in Romania, dall'11 settembre al 17 settembre 2006.

## Campioni

### Singolare
Jürgen Melzer ha battuto in finale  Filippo Volandri con il punteggio di 6–1, 7–5

### Doppio
Mariusz Fyrstenberg /  Marcin Matkowski hanno battuto in finale  Martín García /  Luis Horna con il punteggio di 6(5)–7, 7–6(5), [10–8]